# James River, Alberta
James River är ett vattendrag i Kanada.   Det ligger i provinsen Alberta, i den centrala delen av landet, 2 900 km väster om huvudstaden Ottawa.
Omgivningarna runt James River är en mosaik av jordbruksmark och naturlig växtlighet. Runt James River är det mycket glesbefolkat, med 3 invånare per kvadratkilometer.